# Sénat de la Communauté
1958-1961
Palais du Luxembourg, Paris
Le Sénat de la Communauté était, dans le système mis en place par la Constitution de 1958 pour remplacer l'Union française, une instance dotée de larges pouvoirs délibératifs, prévue par le titre XII de la Constitution précitée.

## Une création de la Constitution de 1958
Lors des travaux d'élaboration de la Constitution, il fut d'abord envisagé une représentation du système fédéral de la Communauté au sein du Sénat. Mais après en avoir débattu, le Comité consultatif constitutionnel s'est rallié à l'idée d'une chambre indépendante pour des raisons théoriques que résume le constitutionnaliste Didier Maus : « Une même assemblée ne peut pas appartenir à deux ordres juridiques différents : le premier unitaire et le second fédératif ».

## Des compétences législatives
Les compétences de cette nouvelle instance étaient définies à l'article 83 de la Constitution, selon lequel le Sénat de la Communauté « délibère sur la politique économique et financière commune avant le vote des lois prises en la matière par le Parlement de la République et, le cas échéant, par les assemblées législatives des autres membres de la Communauté ».
« Le Sénat de la Communauté examine les actes et les traités ou accords internationaux visés aux articles 35 et 53 et qui engagent la Communauté. »
« Il prend des décisions exécutoires dans les domaines où il a reçu délégation des assemblées législatives des membres de la Communauté. Ces décisions sont promulguées dans la même forme que la loi sur le territoire de chacun des États intéressés. »

## Une existence brève
L'accession à l'indépendance des États africains membres de la Communauté mit un terme aux travaux de cette assemblée dont l'existence fut très brève.